# نادي سان لويس
سان لويس (بالإسبانية: San Luis FC) هو نادي مكسيكي يلعب في الدوري المكسيكي الممتاز .

## ألقابه

### الدوري المكسيكي الممتاز
- 2002 Verano
- 2004 Apertura